# Vriesput
Vriesput is de naam van een natuurgebied van 21 ha. Het is gelegen ten oosten van het Lommelse gehucht Gelderhorsten en ten noorden van het domeinbos Pijnven.
In 2009 werd het gebiedje aangewezen als bosreservaat. Er is echter in beheer voorzien om de gevarieerdheid te behouden.

## Flora en fauna
Het gebiedje heeft een gevarieerde begroeiing. Er is droog bos met vliegden en berk, maar ook gagelstruweel en natte heide met vennen is er te vinden. Daar groeien onder meer klokjesgentiaan, veenpluis, kleine zonnedauw en snavelzegge.
In het zuidoosten van het gebied ligt een bloemrijk graslandje waar onder meer stekelbrem, muizenoortje en zandblauwtje zijn te vinden.
Van de vogels kunnen genoemd worden: nachtzwaluw, boomleeuwerik, boompieper en geelgors. Tot de libel-achtigen behoren: koraaljuffer, tangpantserjuffer,
beekoeverlibel en bandheidelibel. Van de dagvlinders worden zeldzame soorten waargenomen als: groentje, heivlinder, veldparelmoervlinder en kleine parelmoervlinder.